# El Columpio
El Columpio är en ort i Mexiko.   Den ligger i kommunen Cabo Corrientes och delstaten Jalisco, i den sydvästra delen av landet, 700 km väster om huvudstaden Mexico City. El Columpio ligger 696 meter över havet och antalet invånare är 134.
Terrängen runt El Columpio är kuperad. Runt El Columpio är det mycket glesbefolkat, med 6 invånare per kvadratkilometer. Närmaste större samhälle är El Tuito, 8,8 km söder om El Columpio. I omgivningarna runt El Columpio växer huvudsakligen savannskog.